# It's All Over Now, Baby Blue
It's All Over Now, Baby Blue is een nummer van de Amerikaanse singer-songwriter Bob Dylan. Het nummer verscheen als de elfde en laatste track op zijn album Bringing It All Back Home uit 1965. Het nummer is door diverse artiesten gecoverd. De bekendste versie is afkomstig van de Noord-Ierse band Them, die het in 1966 op hun album Them Again zette en het op 24 april 1967 in Nederland als single uitbracht.

## Achtergrond
It's All Over Now, Baby Blue is geschreven door Dylan en geproduceerd door Tom Wilson. Dylan schreef het nummer in januari 1965 en nam het op 15 januari van dat jaar op; dezelfde dag waarop hij tevens Maggie's Farm, On the Road Again, Mr. Tambourine Man, Gates of Eden en It's Alright Ma (I'm Only Bleeding) van hetzelfde album opnam. Waar hij de andere nummers al live speelde voordat hij ze opnam om ze te perfectioneren, nam hij dit nummer op voordat hij er te veel aan gewend raakte. Op 13 januari nam hij al een akoestische versie van het nummer op en op 14 januari speelde hij een semi-elektrische versie in de studio.
De identiteit van de Baby Blue in het nummer is niet bekend, maar over het algemeen wordt aangenomen dat het zijn toenmalige vriendin Joan Baez betreft. Andere mogelijkheden zijn folkzangers David Blue en Paul Clayton, allebei vrienden van Dylan, het publiek dat hij had in de tijd dat hij folk speelde voordat hij elektrische muziek ging maken, of Dylan zelf.

## Covers

### Cover van Them
It's All Over Now, Baby Blue werd in 1965 opgenomen door de band Them, met zanger Van Morrison. Morrisons toenmalige producer Bert Berns moedigde hem aan om nummers te vinden die ter inspiratie gebruikt konden worden voor zijn eigen nummers, dus gaf hij hem in maart 1965 het album Bringing It All Back Home. Morrison vond vooral het nummer It's All Over Now, Baby Blue interessant en hij speelde het in kleine clubs en pubs als soloartiest.
Them-producer Tommy Scott wist hoe belangrijk Dylan was in de popmuziek en wilde graag dat de band It's All Over Now, Baby Blue zou coveren. In eerste instantie lukte het niet om een goede take van het nummer op te nemen; Morrison vond het nummer niet goed genoeg, aangezien Scott het wilde laten opnemen in hetzelfde tempo als de vorige Them-hit Here Comes the Night. Hierop werd het arrangement aangepast, met een stevige bluesriff en meer pianospel van toetsenist Peter Bardens. Met deze versie was de band wel tevreden. De regel "Forget the dead you've left" werd veranderd naar "Forget the debts you've left".
It's All Over Now, Baby Blue werd in de versie van Them uitgebracht als single in Nederland op 24 april 1967. Het kwam echter niet in de hitlijsten terecht. In december 1973 werd het uitgebracht in Duitsland nadat het werd gebruikt in de televisiefilm Die Rocker. Hier bereikte het de dertiende plaats. Het nummer had een grote invloed in 1966 en 1967 en werd veel gecoverd door garagerockbands. Onder meer The Chocolate Watchband en The West Coast Pop Art Experimental Band namen covers op die waren beïnvloed door deze versie. Later nam ook Hole een cover op, waarbij de versie van Them als blauwdruk diende. Verder werd de versie van Them gesampled door Beck op zijn nummer Jack-Ass uit 1996; dit nummer werd weer gesampled door Insane Clown Posse op hun nummer Another Love Song uit 1999.

### Cover van The Byrds
The Byrds wilden It's All Over Now, Baby Blue in 1965 opnemen als opvolger van hun vorige Dylan-covers Mr. Tambourine Man en All I Really Want to Do. Op 28 juni 1965 namen zij het voor het eerst op, maar deze versie werd niet goed genoeg bevonden. Pas in 1987 verscheen deze opname op het album Never Before. In augustus 1965 werd een tweede poging gedaan om het op te nemen. Een radio-dj was aanwezig bij deze sessie en vond het goed genoeg om een vroege persing te draaien met als aankondiging dat het de nieuwe single van de groep werd. De band veranderde echter van gedachte en in plaats van dit nummer werd Turn! Turn! Turn! uitgebracht als single. De versie uit augustus 1965 is nooit officieel uitgebracht.
Op 22 juli 1969 wilde gitarist Roger McGuinn It's All Over Now, Baby Blue opnieuw opnemen voor het volgende Byrds-album Ballad of Easy Rider. Het tempo werd vertraagd en het arrangement werd veranderd, waardoor het een meer sombere en serieuzere versie werd dan de versies die in 1965 werden opgenomen. Hoewel McGuinn opnieuw niet tevreden was met het resultaat, werd het op 29 oktober 1969 toch uitgebracht op Ballad of Easy Rider. In december 1969 verscheen het tevens op de B-kant van hun single Jesus Is Just Alright.

### Overige covers
It's All Over Now, Baby Blue is verder gecoverd door onder meer The 13th Floor Elevators, The Animals, Joan Baez, Graham Bonnet, Judy Collins, Gal Costa, Dion DiMucci, Echo & the Bunnymen, Marianne Faithfull, Falco (op Falco 3), Chris Farlowe, Bryan Ferry, Grateful Dead, Richie Havens, Steve Howe, Manfred Mann's Earth Band (op Glorified Magnified), Hugh Masekela, Joni Mitchell en Link Wray. Daarnaast nam Drukwerk een Nederlandstalige versie op onder de titel Gaat het ooit voorbij op hun album Tweede druk uit 1982.

## NPO Radio 2 Top 2000
| Nummer met noteringen in de NPO Radio 2 Top 2000 | '00 | '01 | '02 | '03 | '04 | '05 | '06 | '07  | '08 | '09  | '10  | '11  | '12  | '13  | '14  |
| ------------------------------------------------ | --- | --- | --- | --- | --- | --- | --- | ---- | --- | ---- | ---- | ---- | ---- | ---- | ---- |
| It's All Over Now, Baby Blue                     | 673 | 797 | 786 | 826 | 856 | 931 | 864 | 1043 | 875 | 1220 | 1228 | 1277 | 1751 | 1799 | 1813 |

1. ↑  Een vetgedrukt getal geeft de hoogste notering aan.
2. ↑  2000 was het eerste jaar met een notering voor dit nummer.
3. ↑  Deze tabel is bijgewerkt tot en met de laatste editie (2024).